# 람시우포

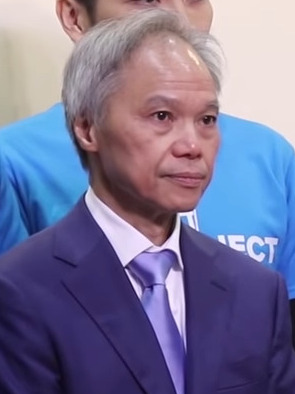
람시우포

람시우포(영어: Lam Siu-por, 중국어 정체자: 林兆波, 월병: Lam4 Siu6 Bo1, 1954년 3월 28일~)는 홍콩의 수학자이자 2017년부터 2022년까지 4대 홍콩 행정장관이었던 캐리 람의 배우자다.

## 경력
1983년 케임브리지 대학교에서 존 프랭크 애덤스의 지도 하에 논문을 작성했고 대수적 위상수학으로 박사 학위를 취득했다. 홍콩 중문 대학에서 가르치고 영국에서 머물렀다. 람시우포는 또한 베이징 소재 수도사범대학에서 캐리 람이 201년 12월 행정장관 출마를 선언할 때까지 단기 과정을 강습했다.

## 정치관
2019년~2020년 홍콩 시위 도중 열린 비밀 회의에서 캐리 람은 람시우포가 자신에게 '역사에 의해 규탄될 것'이라고 말했다고 밝혔다.
2019년 마카오 반환 20주년 기념식 때 람시우포는 노래하자 조국이 울려퍼질 때 박수를 치지 않고 노래를 부르지 않는 모습이 포착되기도 했는데 이는 홍콩 민주화 운동에 대한 암묵적인 지지로 간주되기도 했다.